# Александровка (Бураевский район)
Александровка (баш. Александровка) — упразднённая в 2005 году деревня Тепляковского сельсовета Бураевского района Республики Башкортостан.

## География
Находилась Александровка возле небольшой речки Варза (приток Асавки), разделявшая её от деревни Ардашево.
Расстояние до:
- районного центра (Бураево): 20 км,
- центра сельсовета (Тепляки): 5 км,
- ближайшей ж/д станции (Янаул): 55 км.

## История
Упразднён Законом Республики Башкортостан № 211-з «О внесении изменений в административно-территориальное устройство Республики Башкортостан в связи с образованием, объединением, упразднением и изменением статуса населённых пунктов, переносом административных центров» от 20 июля 2005 года.

## Население
На 1 января 1969 года проживали 149 человек; преимущественно русские.